# Zoo Tycoon (игра, 2001)
Zoo Tycoon — изометрическая компьютерная игра в жанре экономический симулятор, разработанная компанией Blue Fang Games и выпущенная Microsoft для PC в 2001 году.
Хотя это была первая игра студии Blue Fang Games, её разработчики не были новичками. В прошлом большинство из них работало в студии Papyrus Design Group, известной своими гоночными играми, в основном по тематике NASCAR.

## Игровой процесс
Целью игры является создание процветающего зоопарка. Для достижения этой цели игрок должен удовлетворять потребности, как животных, так и посетителей. В вольерах для каждого вида животных должен быть воссоздан климат их среды обитания. Некоторые виды животных, например газель Томпсона и зебры, могут сосуществовать вместе в одном вольере. Для наблюдения за животными должен быть нанят смотритель, который будет кормить их, и убирать за ними. Если всё сделано правильно, животные будут счастливы. Они будут размножаться, и не будут болеть. Посетителям зоопарка нравится видеть счастливых животных. В то же время игрок должен удовлетворить и другие потребности посетителей. Они должны иметь возможность утолить голод, жажду и нужду. Помимо удовлетворения базовых потребностей, в зоопарке должны быть сувенирные лавки, развлечения и аттракционы. Установка различных декоративных элементов так же поднимает престиж зоопарка. Помимо смотрителей на работу в зоопарк ещё нужно нанимать гидов и рабочих. Гиды проводят экскурсии, а рабочие убирают мусор за посетителями и ремонтируют клетки. Клетки периодически приходят в негодность и если обветшавшие секции вовремя не ремонтировать, животные могут сбежать и напугать посетителей.
В игре есть два режима: сценарий и свободная игра. Сценарии представляют собой различные задания, например, набрать определённый уровень престижа зоопарка, счастья животных или одобрения посетителей. Иногда нужно заниматься разведением определённого вида животных. Часто выполнять задания нужно за ограниченное время. В режиме свободной игры игрок должен выбрать карту и уровень сложности, а далее строить зоопарк по своему усмотрению. Не все виды животных становятся доступными сразу. Они открываются постепенно по мере строительства зоопарка. Некоторые виды животных, как и некоторые предметы и способности, прежде чем они станут доступны, сначала должны быть исследованы.

## Дополнения
В 2002 году к игре было выпущено два аддона. 19 мая вышел Zoo Tycoon: Dinosaur Digs, добавлявший в игру динозавров, а 21 октября, через год после выхода оригинальной игры, Zoo Tycoon: Marine Mania, добавлявший в игру водных животных. На официальном сайте игры всё это время периодически появлялись доступные для бесплатного скачивания новые сценарии, предметы и животные. 12 августа 2003 года вышла полная версия игры Zoo Tycoon: Complete Collection, включавшая в себя два аддона и дополнительный скачиваемый контент с официального сайта.

### Dinosaur Digs
| Сводный рейтинг | Сводный рейтинг |
| Агрегатор       | Оценка          |
| --------------- | --------------- |
| GameRankings    | 63,57 %         |

Дополнение Dinosaur Digs вышло 19 мая 2002 года и добавило в игру различных доисторических животных, включая мамонта, саблезубого кота и разнообразные виды динозавров, а также другие предметы соответствующей тематики. В игре появился новый сотрудник - учёный, который следит за динозаврами, кормит их и убирает за ними. Появились новые массивные виды ограждений, причём больших агрессивных динозавров может сдерживать только ограждение с подключённым к нему электрическим током. Такой динозавр, вырвавшись из клетки, может напасть на посетителей зоопарка и съесть их. На этот случай нужно нанимать команду охотников, которые имеют вертолёт и вооружены дротиками со снотворным.

### Marine Mania
| Сводный рейтинг | Сводный рейтинг |
| Агрегатор       | Оценка          |
| --------------- | --------------- |
| GameRankings    | 75,39 %         |

Дополнение Marine Mania вышло 21 октября 2002 года и было сосредоточено на водной тематике. Были добавлены различные виды рыб и водных млекопитающих, для содержания которых теперь нужно строить аквариумы. Появилась возможность устраивать водные шоу. За всем этим следит новый сотрудник — специалист по водным видам животных. Если какое-либо животное из оригинальной игры умеет плавать (например, белый медведь или крокодил), то пристроить аквариум возможно и к его клетке.

## Отзывы и критика
| Сводный рейтинг         | Сводный рейтинг |
| Агрегатор               | Оценка          |
| ----------------------- | --------------- |
| GameRankings            | 68,74 %         |
| Metacritic              | 68/100          |
| Иноязычные издания      |                 |
| Издание                 | Оценка          |
| Game Informer           | 7,5/10 8,75/10  |
| GameSpot                | 7,1/10          |
| PC Gamer (US)           | 48 %            |
| Computer Games Magazine | 4,5/5           |
| Русскоязычные издания   |                 |
| Издание                 | Оценка          |
| 3DNews                  | нейтральная     |
| Absolute Games          | 70 %            |
| «Страна игр»            | 7,5/10          |

Отзывы от критиков на игру были смешанными, но в целом положительными. На сайте Metacritic у игры 68 баллов из 100. Игра была удостоена нескольких наград: Bologna New Media Prize (2002), Parent’s Choice Foundation Gold Award (2003), AIAS Computer Family Title of the Year Interactive Achievement Award (2004) и других.

### Продажи
Zoo Tycoon ждал большой коммерческий успех. В первый год продаж игра разошлась тиражом в миллион копий. Летом 2004 года стало известно, что продано уже 4 миллиона копий игры: два из них в США и ещё два пришлись на остальной мир. По данным NPD Group по итогам 2002 года игра заняла 8 место по продажам среди игр на PC, по итогам 2003 года — 11 место. Zoo Tycoon: Complete Collection завершил 2004 год на 10 месте, 2005 год на 16 и 2006 год на 12 местах.
Журнал Edge в своём «Топ-100 игр для ПК 21 века» (рейтинг был основан на продажах в США, анализируемый временной отрезок: январь 2000 года — середина 2006 года) поставил игру на 5 место. По мнению издания причиной успеха игры стал детский фактор. Игра была проста в освоении и в отличие от других экономических симуляторов привлекла внимание детей наличием в ней животных.

## Продолжения
В 2004 году было выпущено продолжение Zoo Tycoon 2. Графика в игре стала полностью трёхмерной. К игре вышло множество дополнений. В 2011 году компания Blue Fang Games, разработавшая первые две игры, прекратила своё существование. Тем не менее в 2013 году Microsoft выпустили новую игру под названием Zoo Tycoon для Xbox 360 и Xbox One. В 2017 году обновлённая версия этой игры под названием Zoo Tycoon: Ultimate Animal Collection вышла для Xbox One и Windows 10.
Помимо основной серии игры по мотивам выходили на Nintendo DS и мобильных телефонах. Zoo Tycoon DS была выпущена в 2005 году, а Zoo Tycoon 2 DS — в 2008. В октябре 2014 года для Windows Phone вышла Zoo Tycoon: Friends, поддержка которой была прекращена уже в апреле 2015 года.